# Maurizio Gaudino
Maurizio Gaudino (Brühl, 1966. december 12. –) válogatott német labdarúgó, középpályás, edző.

## Pályafutása

### Klubcsapatban
1972-ben a TSG Rheinau csapatában kezdte a labdarúgást, 1981-től a Waldhof Mannheim korosztályos csapatában folytatta, ahol 1984-ben mutatkozott be az első csapatban. 1987 és 1993 között a VfB Stuttgart labdarúgója volt és egy bajnok címet nyert a csapattal az 1991–92-es idényben. Tagja volt az 1988–89-es idényben UEFA-kupa döntős csapatnak. 1993 és 1997 között az Eintracht Frankfurt játékosa volt, de 1994–95-ben az angol Manchester City, 1995–96-ban a mexikói Club América csapataiban szerepelt kölcsönjátékosként. Az 1997–98-as szezonban a svájci FC Basel, az 1998–99-es idényben a VfL Bochum csapataiban játszott. 1999 és 2002 között a török Antalyaspor labdarúgója volt. 2003-ban visszatért mannheimi anyaegyesületéhez és itt fejezte be az aktív labdarúgást.

### A válogatottban
1993 és 1994 között öt alkalommal szerepelt a német válogatottban és egy gólt szerzett. Részt vett az 1994-es amerikai világbajnokságon.

### Edzőként
2004–05-ben a Waldhof Mannheim, 2007-ben a Sonnenhof Großaspach edzője volt.

## Sikerei, díjai
VfB Stuttgart
- Német bajnokság (Bundesliga)
  - bajnok: 1991–92
- UEFA-kupa
  - döntős: 1988–89